# Bachta
La Bachta (in russo Бахта́?) è un fiume della Russia siberiana, affluente di destra dello Enisej. Scorre nell'Ėvenkijskij rajon del Territorio di Krasnojarsk.
Il fiume ha origine dal piccolo lago Ais e scorre sull'Altopiano della Siberia centrale in una stretta valle della taiga, con una corrente veloce in un canale caratterizzato da rapide. La sua lunghezza è di 498 km, l'area del bacino è di 35 500 km². 
Sfocia nello Enisej a 1 425 km dalla foce, presso l'omonimo villaggio di Bachta. Il fiume gela a metà ottobre e il ghiaccio rimane fino a metà maggio. È navigabile nel suo tratto inferiore. Le sue coste sono scarsamente popolate, il fiume è frequentato per il rafting e la pesca.